# Théorème de plongement de Nash
En géométrie différentielle, le théorème de plongement de Nash, dû au mathématicien John Forbes Nash, affirme que toute variété riemannienne peut être plongée de manière isométrique dans un espace euclidien.
« De manière isométrique » veut dire « conservant la longueur des courbes ».
Une conséquence de ce théorème est que toute variété riemannienne peut être vue comme une sous-variété d'un espace euclidien. 
Il existe deux théorèmes de plongement de Nash : 
- Le premier (1954), portant sur les variétés de classe C1. Il est peu intuitif mais se démontre facilement.
- Le second (1956), portant sur les variétés de classe Ck où k ≥ 3. Celui-ci est plus intuitif que le premier, mais se démontre difficilement.

## Théorème de plongementC1(Nash-Kuiper)
Soient (M, g) une variété riemannienne de dimension m et {\displaystyle f} un plongement lisse et non expansif de M dans un espace euclidien ℝn où n ≥ m+1. Alors pour tout ε>0, il existe un plongement {\displaystyle f_{\epsilon }} de M dans ℝn ayant les propriétés suivantes :
1. {\displaystyle f_{\epsilon }} est de classe C1,
2. {\displaystyle f_{\epsilon }} est isométrique, i.e. pour tous vecteurs {\displaystyle v,w} de l'espace tangent à M en un point {\displaystyle x} on a {\displaystyle g(v,w)=\langle df_{\epsilon }(v),df_{\epsilon }(w)\rangle } où < , > est le produit scalaire canonique de ℝn.
3. {\displaystyle |f(x)-f_{\epsilon }(x)|<\epsilon } pour tout point {\displaystyle x} de {\displaystyle M}.

Ce théorème a beaucoup de conséquences contre-intuitives. En particulier, d'après le théorème de plongement de Whitney, toute variété riemannienne compacte de dimension m admet un plongement isométrique de classe C1 dans une boule arbitrairement petite de l'espace euclidien de dimension 2m. 
Par exemple : toute surface orientée et fermée peut être C1-plongée dans une boule arbitrairement petite de ℝ3 (d'après la formule de Gauss-Bonnet, cela n'est plus vrai pour les plongements de classe C3 ; la question est ouverte pour les plongements C2).

## Théorème de plongementCk
Soient (M, g) une variété riemannienne de dimension m (analytique ou de classe Ck avec k ≥ 3). Alors il existe un nombre n (n=m(m+1)(3m+11)/2 suffit, et même n=m(3m+11)/2 si M est compacte) et un plongement injectif {\displaystyle f} de {\displaystyle M} dans ℝn, également analytique ou de classe Ck, tel que pour tous vecteurs {\displaystyle v,w} de l'espace tangent à M en un point {\displaystyle x} on ait :
{\displaystyle g(v,w)=\langle df_{x}(v),df_{x}(w)\rangle }.